# Nyanko Days
Nyanko Days (にゃんこデイズ Nyanko deizu?) es una serie manga realizada por Tarabagani, publicada desde agosto de 2014 en la revista de manga de Kadokawa, Comic Cune, que fue originalmente un suplemento de revista en la revista de manga seinen Monthly Comic Alive hasta agosto de 2015. A partir de septiembre de 2016, se ha recogido en un solo volumen tankōbon. Nyanko Days también está disponible en el sitio web de ComicWalker de Kadokawa Corporation. Una adaptación anime producida por EMT Squared fue emitida desde el 8 de enero hasta el 26 de marzo de 2017.

## Sinopsis
Yuuko Konagai es una estudiante de primero de preparatoria que es muy tímida, pero es dueña de tres gatas: la animada  Maa, la responsable e inteligente Rou, y la amable Shii. Yuuko no tiene amigos más allá de sus gatas, pero un día conoce a Azumi Shiratori, otra gran amante de los gatos. Una comedia que nos habla de la vida diaria de Yuuko, sus gatas, su amistad con Azumi y las interacciones entre gatas.

## Personajes
Yuuko Konagai (小長井 友子 Konagai Yūko?)
Seiyū: Akari Uehara
Uno de las personajes principales de la serie. Ella es tímida por naturaleza y tiene 3 gatas (Maa, Shii y Rō).
Maa (まー?)
Seiyū: Ibuki Kido
Una de las gatas de Yuuko. Es una munchkin, es muy traviesa y le encanta explorar.
Shii (しー?)
Seiyū: Erii Yamazaki
Una de las gatas de Yuuko. Es una gata Singapura.
Rō (ろー?)
Seiyū: Mikako Komatsu
Una de las gatas de Yuuko. Es una azul ruso.
Azumi Shiratori (白鳥 あづみ Shiratori Azumi?)
Seiyū: Naomi Ōzora
Amiga de Yuuko y compañera de clase, es una chica popular en su clase. Ella es de una familia adinerada y tiene una gata llamada Elza.
Elza (エルザ Eruza?)
Seiyū: Mayu Udono
Gata de Azumi. Es una angora turco
Arashi Iketani (池谷 嵐 Iketani Arashi?)
Seiyū: Kazusa Aranami
Es una chica gyaru y autroclamada rival de Azumi, que a menudo la desafía. Le tiene miedo a los gatos.

## Media

### Anime
No sé sabe porque no existe una Temporada 2.

#### Lista de episodios
| N.º | Episodio                                                                    | Emitido               |
| --- | --------------------------------------------------------------------------- | --------------------- |
| 1 | «Yo y mis gatas» «Watashi to, nyanko-tachi» (私と、にゃんこ達)              | 8 de enero de 2017    |
| Yuko no consigue hacer amigas en la preparatoria, pero por suerte, sus tres queridas gatas la esperan en casa. |                                                                             |                       |
| 2 | «El día libre con las gatas» «Neko to no kyūjitsu 1» (ネコとの休日1)        | 15 de enero de 2017   |
| Yuko pasa el día en casa con sus gatas, aunque Shii es muy torpe y siempre causa problemas.                    |                                                                             |                       |
| 3 | «El día libre con las gatas 2» «Neko to no kyūjitsu 2» (ネコとの休日2)      | 22 de enero de 2017   |
| Yuko sale a pasear con las gatas y hace una amiga inesperada.                                                  |                                                                             |                       |
| 4 | «Yuko y Azumi» «Yūko to Azumi» (友子とあづみ)                               | 29 de enero de 2017   |
| Yuko quiere hablar con Shiratori-san de gatos, pero no encuentra la oportunidad de hacerlo.                    |                                                                             |                       |
| 5 | «El primer paseo» «Hajimete no yorimichi» (はじめての寄り道)                | 5 de febrero de 2017  |
| Yuko y Azumi van a una cafetería muy cara.                                                                     |                                                                             |                       |
| 6 | «Azumi y Elza» «Azumi to eruza» (あずみとエルザ)                            | 12 de febrero de 2017 |
| Las amigas se despiden y Azumi regresa a casa con su gata Elza.                                                |                                                                             |                       |
| 7 | «La vida diaria de las gatas 1» «Neko-tachi no nichijō 1» (ネコたちの日常1) | 19 de febrero de 2017 |
| Las gatas de Yuko intentan divertirse imitando a su dueña.                                                     |                                                                             |                       |
| 8 | «La vida diaria de las gatas 2» «Neko-tachi no nichijō 2» (ネコたちの日常2) | 26 de febrero de 2017 |
| Las gatas de Yuko se pelean por el mando de la TV.                                                             |                                                                             |                       |
| 9 | «Su nombre es Ran» «Sononaha, arashi» (その名は、嵐)                        | 5 de marzo de 2017    |
| Azumi tiene una rival en la escuela.                                                                           |                                                                             |                       |
| 10 | «El secreto y la Tsundere» «Himitsu to tsundere» (秘密とツンデレ)           | 12 de febrero de 2017 |
| Yuko descubre el secreto de una chica durante un maratón.                                                      |                                                                             |                       |
| 11 | «Vayamos al festival» «Omatsuri ni ikōyo» (お祭りに行こうよ)                | 19 de marzo de 2017   |
| Yuko y Azumi pasean por un festival con sus gatas.                                                             |                                                                             |                       |
| 12 | «Con las gatas» «Nyanko-tachi to issho ni» (にゃんこ達と一緒に)             | 26 de marzo de 2017   |
| Elza y Maa buscan a sus dueñas por el festival.                                                                |                                                                             |                       |